# Libertas Trogylos Basket 2008-2009
La stagione 2008-2009 della Libertas Trogylos Basket è stata la ventitreesima disputata in Serie A1 femminile.

## Stagione
La società siracusana si è classificata al settimo posto nella massima serie ed è uscita al primo turno dei play-off contro il Famila Schio.

## Rosa
| Giocatrici |
| ---------- |

| N° | Naz.                   | Ruolo | Sportivo          | Anno | Alt. |  |
| -- | ---------------------- | ----- | ----------------- | ---- | ---- |  |
| 4  | Italia (bandiera)      | P     | Angela Gianolla   | 1980 | 170  |  |
| 5  | Italia (bandiera)      | PG    | Susanna Bonfiglio | 1974 | 178  |  |
| 6  | Stati Uniti (bandiera) | G     | Danielle Green    | 1986 | 174  |  |
| 8  | Italia (bandiera)      | P     | Oriana Milazzo    | 1991 | 165  |  |
| 9  | Serbia (bandiera)      | A     | Tanja Ćirov       | 1981 | 181  |  |
| 11 | Cuba (bandiera)        | A     | Tania Seino       | 1973 | 186  |  |
| 12 | Italia (bandiera)      | G     | Beatrice Sciacca  | 1983 | 175  |  |
| 13 | Romania (bandiera)     | C     | Florina Pașcalău  | 1982 | 193  |  |
| 15 | Italia (bandiera)      | A     | Roberta Meneghel  | 1977 | 182  |  |

| Staff tecnico                                    |
| ------------------------------------------------ |
| Allenatore: Santino Coppa                        |
| Vice allenatore e settore giovanile: Salvo Coppa |
| Addetto statistiche: Alex Bianco                 |
| Preparatore atletico: Giuseppe Stracquadaneo     |
| Fisioterapista: Mario Quartararo                 |
| Medico sociale: Matteo Fucile                    |
| Addetto Arbitri: Sebastiano Costanzo             |

| Giocatrici acquisite a stagione in corso |
| ---------------------------------------- |

| N° | Naz.                   | Ruolo | Sportivo                        | Anno | Alt. |  |
| -- | ---------------------- | ----- | ------------------------------- | ---- | ---- |  |
| 7  | Stati Uniti (bandiera) | GA    | Adia Barnes (dal 23 ottobre)    | 1977 | 180  |  |
| 10 | Stati Uniti (bandiera) | C     | Rashidat Sadiq (dal 23 ottobre) | 1981 | 189  |  |
| 20 | Montenegro (bandiera)  | PG    | Rada Vidović (dal 20 febbraio)  | 1979 | 176  |  |

| Giocatrici cedute a stagione in corso |
| ------------------------------------- |

| N° | Naz.                | Ruolo | Sportivo                           | Anno | Alt. |  |
| -- | ------------------- | ----- | ---------------------------------- | ---- | ---- |  |
|    | Lituania (bandiera) | C     | Kristina Česnavičiūtė (al 24 nov.) | 1983 | 202  |  |

Scheda su LegABasketFemminile.it

## Dirigenza
- Presidente: Paolo Giuliano
- Vicepresidenti: Massimo Conigliaro, Marco Guerri, Salvatore Limeri
- Segretario: Mario Esposito
- Team Manager: Nicolò Natoli
- Dirigente Responsabile: Fabrizio Milani
- Addetto Marketing: Giuseppe Caldarella
- Logistica: Gianni Vecchio